# 闘技者トマスの書
闘技者トマスの書は、グノーシス文書の中の説教文書の一つである。1945年にエジプトで見つかった『ナグ・ハマディ写本』群に含まれていた文書で、本文中に、救い主がトマスに語った隠された言葉をマタイが書き記した、とあり、後書きに、トマスの書・闘技者記す・完全なる者たちへ、と書き記されているので、この名がある。グノーシス主義的要素を含有したままで、正統的教会から、「異端」として排斥されていない数少ない文書の一つである。
二世紀半ばに成立したと見なされている『トマスによる福音書』をこの本の著者が知っていた可能性があることから、二世紀の後半から、三世紀の前半頃とされている。